# Jane Voigt
Jane Voigt (geborene Siemonsen; * 9. Mai 1875 in Wimmersbüll; † 2. Dezember 1961 in Flensburg) war eine deutsche Politikerin (DVP).

## Leben
Jane Voigt wurde als Tochter eines Lehrers geboren und zog 1879 mit ihrer Familie nach Husum, wo sie die Volksschule besuchte. Nach dem Schulabschluss versuchte sie eine Laufbahn eine Lehrerin einzuschlagen, wurde aber 1891 an der Präparandenanstalt in Augustenburg abgelehnt. Daraufhin absolvierte sie das Lehrerinnenseminar in Schleswig und bestand dort 1894 das Examen als Volksschullehrerin. Im Anschluss arbeitete sie als Lehrerin, beendete ihre berufliche Karriere aber, als sie 1897 einen Flensburger Lehrer heiratete. Fortan war sie Hausfrau, lebte in Flensburg und begann dort ihre politische Tätigkeit.
Voigt trat 1919 in die Deutsche Volkspartei (DVP) ein und wurde kurz darauf in den Flensburger Vorstand der Partei gewählt. Bei der Volksabstimmung in Schleswig befürwortete sie die weitere Zugehörigkeit der Abstimmungszonen zum Deutschen Reich. Im Februar 1921 wurde sie als Abgeordnete in den Preußischen Landtag gewählt, dem sie ohne Unterbrechung bis 1932 angehörte. In den ersten beiden Legislaturperioden vertrat sie den Wahlkreis 13 (Schleswig-Holstein), 1928 zog sie als Landeswahlvorschlag ins Parlament ein. Daneben war sie von 1924 bis 1926 Mitglied des Flensburger Magistrates.